# Mastigodryas boddaerti
Espèce
Synonymes
- Coluber boddaerti Sentzen, 1796
- Coluber fuscus Hallowell, 1845
- Herpetodryas rappii Günther, 1858
- Eudryas dunni Stuart, 1933
- Eudryas ruthveni Stuart, 1933

Mastigodryas boddaerti est une espèce de serpent de la famille des Colubridae.

## Répartition
Cette espèce se rencontre :
- en Bolivie ;
- dans l'ouest du Brésil, dans les États de Bahia, Amazonas, Pará, Rondônia, Goiás et Mato Grosso ;
- en Colombie ;
- en Équateur ;
- en Guyane ;
- au Pérou ;
- à Trinité-et-Tobago ;
- au Venezuela, dans l'État de Cojedes.

## Liste des sous-espèces
Selon The Reptile Database (12 fév. 2012) :
- Mastigodryas boddaerti boddaerti (Sentzen, 1796)
- Mastigodryas boddaerti dunni (Stuart, 1933)
- Mastigodryas boddaerti ruthveni (Stuart, 1933)

## Publications originales
- Sentzen, 1796 : Ophiologische Fragmente. Meyer's Zoologische Archives, vol. 2, p. 49–74.
- Stuart, 1933 : Studies on Neotropical Colubrinae, II. Some New Species and Subspecies of Eudryas Fitzinger, with an Annotated List of the Forms of Eudryas boddaertii (Sentzen). Occasional Papers of the Museum of Zoology, University of Michigan, no 254, p. 1-10 (texte intégral).